# The King Is Dead
The King Is Dead ist das sechste Studioalbum der amerikanischen Indie-Folkband The Decemberists, welches am 18. Januar 2011 in den Vereinigten Staaten, vier Tage nach der deutschen Veröffentlichung am 14. Januar, erschienen ist. Das Album verkaufte sich in der ersten Woche 93.567 mal in den Vereinigten Staaten und war damit auf dem ersten Platz der Billboard 200 Charts. Damit ist The King Is Dead das erste Nummer-eins-Album für die Band. Der Vorgänger The Hazards of Love verkaufte sich zum Vergleich in der ersten Woche lediglich 19.000 mal.

## Hintergrund
The King Is Dead wurde im Frühling 2010 aufgenommen. Die meisten Teile des Albums entstanden innerhalb von sechs Wochen in einer Scheune auf der 32.000 m² Pendarvis Farm, nahe Portland, Oregon. Der Albumtitel ist eine Hommage an das Smiths Album The Queen Is Dead aus dem Jahr 1986, hauptsächlich auf Grund deren Einfluss auf Colin Meloy. Produziert wurde The King Is Dead von Tucker Martine. Vier der insgesamt zehn Songs wurden bereits während Konzerten im Jahr 2010 gespielt (Down by the Water, Rise to Me, Rox in the Box und June Hymn). Meloy gab an, dass der Haupteinfluss für The King Is Dead die Band R.E.M. war, zudem spielte bei den Tracks Don’t Carry It All, Calamity Song und Down by the Water der R.E.M.-Gitarrist Peter Buck mit. Das Album ist am 18. Januar 2011 in den Vereinigten Staaten erschienen. The King Is Dead wurde von Rolling Stones Douglas Wolk als das „idyllischste, rustikalste Album das sie je gemacht haben“ bezeichnet.

### Down by the Water
Bei der ersten Single Down by the Water wirkten Peter Buck (Zwölfsaitige Gitarre) und Singer-Songwriter Gillian Welch (Gesang) mit. Zusätzlich erinnern Akkordeon-Riffs und Mundharmonikamusik an Neil Young; insbesondere an den Song Heart of Gold. Down by the Water wurde verglichen mit der Musik von Bruce Springsteen. Der Track wurde am 2. November 2010 zum kostenlosen Download auf der offiziellen Webseite angeboten. Meloy gab an, dass The King Is Dead unkomplizierter ist und stark von R.E.M. inspiriert wurde und Down by the Water dafür ein gutes Beispiel ist. Nach Aussagen von Meloy erinnert der Song mehr an R.E.M. als eigentlich beabsichtigt war.
Textlich ist Down by the Water leicht schwermütig. Die Zeile „the last flashing lee to appear nineteen“ (deutsch: „die letzte aufleuchtende Lee erscheint neunzehn“) wurde durch die Nennung der Zahl Neunzehn hervorgehoben, welche immer wieder in der Popmusik, unter anderem bei Steely Dans Lied Hey Nineteen, vorkommt. Down by the Water wurde als „folksy“ (deutsch: „volkstümlich“), „uptempo“ (deutsch: „flott“), „country-esque“ (deutsch: „countryartig“) und der Refrain als „booming“ (deutsch: „dröhnend“) bezeichnet. Obwohl der Song auch als „catchy“ (deutsch: „eingängig“) und radiofreundlich beschrieben wurde, wurde gleichzeitig die Prosaqualität im Vergleich zu vergangenen Decemberists-Liedern vermisst.
Down by the Water war bei den Grammy Awards 2012 in der Kategorie Best Rock Song nominiert.

## Titelliste
1. Don’t Carry It All – 4:17
2. Calamity Song – 3:50
3. Rise to Me – 4:59
4. Rox in the Box – 3:10
5. January Hymn – 3:14
6. Down by the Water – 3:42
7. All Arise! – 3:10
8. June Hymn – 3:58
9. This Is Why We Fight – 5:31
10. Dear Avery – 4:52

## Kritiken
Das US-Musikmagazin Spin vergab sieben von zehn möglichen Punkten.

“As rustic as some of this music is, though, Meloy still can't resist flexing his rarefied vocabulary, throwing in a “plinth” here and a “trillium” there.”

„So rustikal wie Teile der Musik sind, kann Meloy dennoch nicht widerstehen sein verfeinertes Vokabular zu beugen, indem er ein „Plinthe“ hier und ein „Trillium“ dort einwirft.“

Spiegel Online vergab ebenfalls sieben von zehn Punkten.

„"The King Is Dead" ist die perfekte Begleitung, um die majestätisch schwer gewordenen Brokat-Umhänge des vergangenen Jahres abzuwerfen, wie ein junger Prinz die Steine aus dem Rucksack zu nehmen, die Nase in die erste Ahnung einer warmen Brise zu recken.“

Auch Thomas Winkler von der Frankfurter Rundschau lobte das Album.

„Voller wundervoller Folk-Harmonien, voller berückender Melodien, voller betrörender Stimmungen: The Decemberists vollziehen mit „The King Is Dead“ eine radikale Kehrtwende. Weg von überbordenden Mini-Symphonien, hin zu einer bodenständigen Einfachheit.“

Mit acht von zehn Punkten beurteilte die Seite Plattentests.de The King Is Dead sehr positiv.

„Die unaufdringliche Leichtigkeit, mit der die zehn Stücke über die Bühne gehen, macht das Album zum bisher besten seit „Picaresque“.“